# Ponarejeni bankovci
Ponarejeni bankovci je povest Josipa Jurčiča. Besedilo ima podnaslov Povest iz domačega življenja. Delo je prvič izšlo v zbirki Slovenske večernice v letu 1880.

## Vsebina
Miha Zakrajec je bil trden kmet, ne bogat, a brez dolgov. Morebiti bi še zabogatel, ako ga ne bi lakomnost s prave poti speljala. Na jesen se je odločil, da bo šel po vole na Štajersko, kjer so menda boljše kupčije. Na poti je srečal gosposko, a nekoliko oguljeno oblečenega tujca. Ko ta vidi, gre za neukega kmeta, mu pove, da denar ponareja. Kmalu ga prepriča, da na semnju ponarejen denar zamenja za pravega. Zakrajec tako zasluži veliko vsoto in se v želji še bolj obogateti, vrne domov. Čez teden dni se »gosposki« ponarejevalec oglasi pri Zakrajčevih. Zvečer se z Zakrajcem zakleneta v sobo. Po dolgih prošnjah noter spustita tudi Zakrajčevo ženo, ki se novice, da bodo denar delali in obogateli, razveseli a tudi prestraši. Od tedaj naprej je hišni gospodar opustil kmečko delo in le še trgoval s ponarejenimi bankovci. 
Kmalu pridejo Zakrajcu in ponarejevalcu na sled. Kmet se odloči, da se ne bo več pečal s ponarejenim denarjem. A nedolgo zatem ga obiščejo žandarji, na tleh najdejo enega od nepravih bankovcev. Uklenejo gospodarja in ga odpeljejo. Moral je plačati tako kazen, da so žena in otroci le s posestvom ostali, obsojen je bil na osem let zapora. Vedel je, da bo zdaj kmetija propadla. Čet nekaj let mu je uspelo pobegniti, a je pri tem do smrti ustrelil enega od paznikov. Preden bi dokončno zbežal v svet, se je še enkrat oglasil doma. Hišo so mu prodali, žena je umrla. Sin je zdaj pri tujih ljudeh, ne spozna ga več. Kmalu ga zasledijo žandarji. Pred njimi zbeži, po nesreči ga ustrelijo do smrti. Na Zakrajčevem pogrebu duhovnik še enkrat posvari farane, da je treba pošteno delati in pošteno živeti, lakomnost po denarju pa te pahne v grob.